# Битон, Мария
Мария Битон (англ. Mary Beaton; 1543 — 1598) — одна из четырёх фрейлин королевы Шотландии Марии I.

## Биография
Мария была третьим из пятерых детей Роберта Битона и Джоанны Ренуолл, фрейлины Марии де Гиз. Тёткой Марии была Джанет Битон, любовница Джеймса Хепберна, 4-го графа Ботвелла, который 1567 году стал третьим мужем королевы Марии. Ещё в раннем детстве Мария, вместе с тремя другими девочками аналогичного происхождения, стала фрейлиной юной королевы Марии. Четыре юных фрейлины стали известны как «Четыре Марии»: Мария Битон, Мария Флеминг, Мария Сетон и Мария Ливинстон. 
В 1548 году «Четыре Марии» сопровождали Марию Стюарт во Францию, где впоследствии она вышла замуж за дофина Франциска. После его смерти они вместе с ней вернулись в Шотландию. В сентябре 1561 года после торжественного въезда в Эдинбург, Мария Стюарт отправилась во дворец Линлитгоу, а четыре Марии, в сопровождении дяди королевы, великого приора Мальты, Франсуа Лотарингского, отправились на запад в Данбар, по пути остановившись в доме брата Марии Сетон, Джорджа. Здесь Франсуа де Гиз расстался с Мариями и вернулся домой через Берик-апон-Туид и Ньюкасл-апон-Тайн.
Мария, которая описывалась как красивая пухленькая девушка со светлыми волосами и тёмными глазами, привлекла внимание английского дипломата Томаса Рендальфа. Ему на тот момент было 43, ей — 21. Рендальф был английским послом при шотландском дворе и хотел, чтобы Мария стала его любовницей и шпионкой, но Мария отказалась. В апреле 1566 года Мария вышла замуж за Александра Огилви из Бойна и два года спустя родила от него сына Джеймса.
После казни королевы Марии, как утверждал Адам Блеквуд в 1581 году, поскольку почерк Марии был похож на почерк королевы, её письма использовались в деле о шкатулке с письмами. Умерла в 1598 году.